# Cascumpec
Cascumpec (ou en français Cascumpèque) est une communauté dans le comté de Prince de l'Île-du-Prince-Édouard au nord-est de O'Leary.

## Étymologie
Le nom «Cascumpeque» provient du mot micmac Kaskamkek, signifiant «rivage de sable lumineux ou vif». Le navigateur Jacques Cartier la dénommée baie Cascumpèque, lors de son premier voyage au Canada en 1534. La baie Cascumpèque fut colonisée par les Acadiens qui s'installèrent au côté des Amérindiens de la Nation Micmacs qui habitaient ce territoire depuis des siècles.

## Géographie
Le village est situé sur la baie Cascumpèque, au Nord-Ouest de l'île-du-Prince-Édouard.

## Histoire
Après la déportation des Acadiens et le Grand dérangement, des Acadiens sont revenus s'installer le long de cette baie, au début du XIXe siècle, notamment dans le village de Cascumpèque où ils réédifièrent une chapelle qu'ils nommèrent église Saint-Antoine et établirent une paroisse à son nom.

## Personnalité
- George Nicol Gordon (1822-1861), missionnaire protestant, y est né.
- James Douglas Gordon (1832-1872), missionnaire protestant, frère du précédent, y est aussi né.

## Références

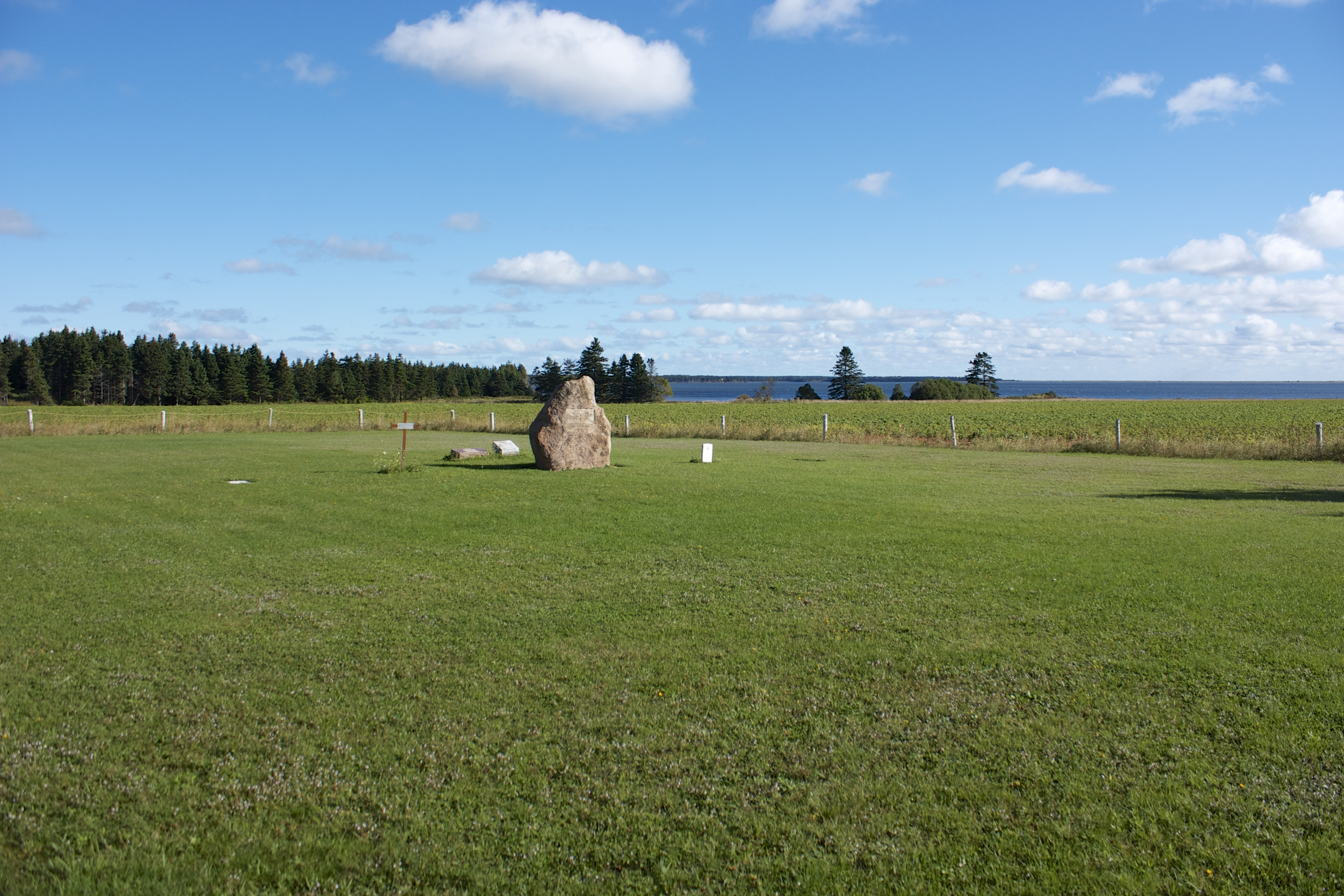
Ancien cimetière acadien de Cascumpèque.